# بوظة (حلوى)

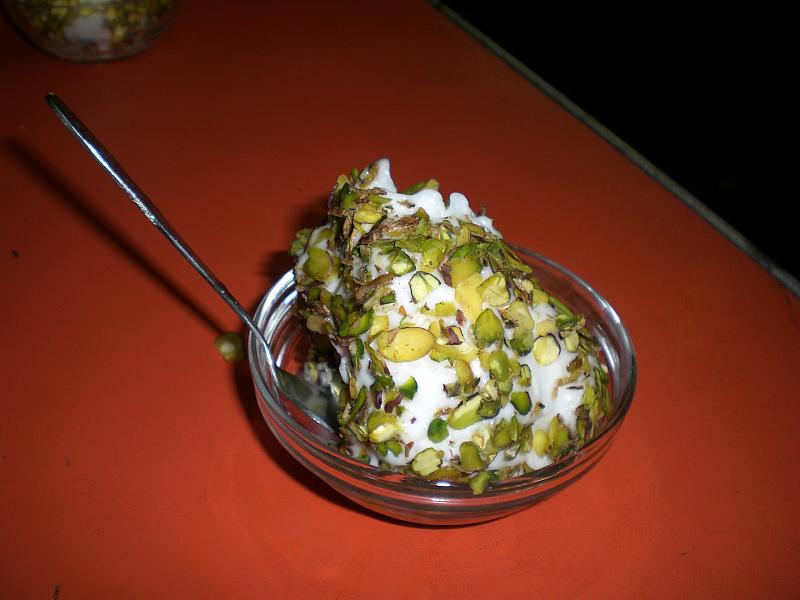
طبق بوظة يقدم في محل بوظة بكداش، بدمشق.

البُوظَة، هي حلوى ألبان مجمدة من الشرق الأوسط مصنوعة من المستكة والسحلب (دقيق الأوركيد)، مما يمنحها ملمساً مميزاً مطاطياً - مثل الضنضرمة. تُصنع تقليدياً بالسحق والتمدد في أسطوانة الثلاجة، بدلاً من طريقة الخفق الأكثر شيوعاً المستخدمة في أنواع المثلجات الأخرى.

## في دمشق القديمة
في سوق الحميدية في مدينة دمشق القديمة، يوجد محل مثلجات يسمى بكداش معروف في جميع أنحاء العالم العربي بمثلجاته المطاطية. إنها منطقة جذب شهيرة للسياح أيضاً.

### بكداش
يُعد بكداش من أشهر المتاجر لبيع البوظة في دمشق. تأسس المتجر حوالي عام 1885 في سوق الحميدية في دمشق القديمة. وقد اشتهر بصناعة البوظة المغطاة بالفستق. وبوظة بكداش هي عبارة عن نسيج مرن مصنوع من المصطكي والسحلب. وهي مشهورة في جميع أنحاء العالم العربي وأصبحت منطقة جذب سياحي شهير في دمشق.

## الاستخدام الدولي
قام فريق شقيق وأخت (جيلبرت الزمتر وتيدي ألتري ويليامز) بدور رائد في إنشاء أول نسخة معبأة من بوظة في أستراليا في عام 2011. باستخدام المكونات المحلية مع السحلب والمصطكي (من جزيرة خيوس ، اليونان) ، أعادوا إنشاء الشكل التقليدي للبوزا وتعبئتها في شكل يأخذها إلى المنزل متاح للمستهلكين.
في عام 2018، تم وظع البوظة السورية في متجر يدعى جمهورية البوظة حيث فتح في وليامز، بروكلين ، الولايات المتحدة الأمريكية التي كتبها تامر رباني ومايكل سادلر.